# صلح اسیلیسن

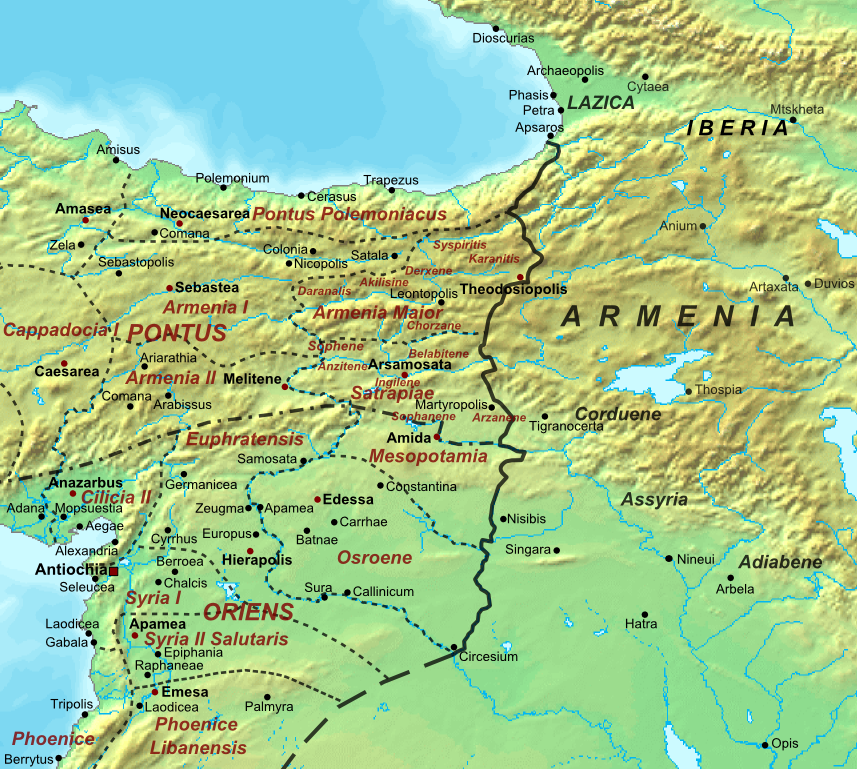
ارمنستان پس از صلح اسیلین

صلح اسیلیسن پیمان‌نامه‌ای بین امپراتوری روم شرقی و شاهنشاهی ساسانی بود که بین ۳۸۴ تا ۳۹۰ بسته شد (عموماً سال ۳۸۷ به عنوان سال عقد آن بیان می‌شود). در این عهدنامه، ارمنستان بین دو شاهنشاهی تقسیم گشت. در این عهدنامه، ایران سهم بیشتری از ارمنستان را دریافت کرد. بر طبق این عهدنامه، شاهنشاهی بیزانس پذیرفت که پادشاهی ایبری به ایران برسد. از این جا به بعد، نفوذ ایرانی بار دیگر در گرجستان شرقی رونق یافت و آیین زرتشتی در کنار مسیحیت، تبدیل به دومین دین پررونق منطقه گشت.